# 宮本淳子
宮本 淳子（みやもと じゅんこ、5月27日 - ）は、元アナウンサー・ラジオパーソナリティ。
2012年4月より、常葉大学短期大学部日本語日本文学科に勤務、現在は、准教授。

## 人物・来歴
静岡県浜松市出身。巳年生まれ。血液型はAB型。愛称は「じゅんじゅん」。
明治大学文学部文学科卒業後、2000年4月に和歌山放送（WBS）にアナウンサーとして入社、2006年9月退社。
2007年4月より静岡エフエム放送（K-mix）のアナウンサー・パーソナリティとなる。
2012年3月退社、同時にパーソナリティ活動を終了。
2012年4月から常葉学園短期大学日本語日本文学科助教となる。
ワインエキスパート（日本ソムリエ協会公認）、英語教員免許の資格を持っている。(免許更新をしていないため、現在は失効している。(本人談))自身がパーソナリティを務める番組やパーソナリティブログに於いても、ワインに関する話題が登場することが多かった。
2015年4月から、毎週金曜日18:25からのミニ番組「いぃ〜OSAKE倶楽部」でパーソナリティ活動を再開。

## 過去の担当番組

### WBS在籍時
- ランチタイムスタジオ
- とことんワイド小林睦郎のラジオniおまかせ
- スタジオティー・タイム
- wbsニュース今日あす
- 宮本淳子のSoundUtopia
- 小川孝夫のおはようラジオ
- めざせソムリエール
- 午後はつれわか
- 歌のない歌謡曲

### K-mix在籍時
- Afternoon Boulevard（2007年4月 - 2008年3月）
- 静岡100マイル倶楽部（2007年4月 - 2008年3月）
- TIME CONCIERGE（2007年4月 - 2008年3月）
- MIND SCAPE[3][4]（2007年4月 - 2009年3月）
- PERKY SOUND FLASH（2007年4月 - 2012年3月）
- K-MIX Brand-new Junction（2008年4月 - 2012年3月）
- K-MIX RADIO READING SHOW（2009年4月 - 2012年3月）
- いぃ〜OSAKE倶楽部（2015年4月 - 2020年3月）